# 达娃拉姆
达娃拉姆（1966年5月—），女，藏族，中国舞蹈家，一级编导，现任中国舞蹈家协会副主席，西藏自治区舞蹈家协会副主席。